# Scrophularieae
Tribu
Les Scrophularieae forment une tribu de la famille des Scrophulariaceae.

## Liste des genres et espèces
Selon NCBI (22 nov. 2013) :
- genre Celsia
  - Celsia arturus
- genre Oreosolen
  - Oreosolen unguiculatus
  - Oreosolen wattii
- genre Scrophularia
  - Scrophularia aestivalis
  - Scrophularia alpestris
  - Scrophularia altaica
  - Scrophularia amplexicaulis
  - Scrophularia arguta
  - Scrophularia atrata
  - Scrophularia auriculata
  - Scrophularia balbisii
  - Scrophularia bourgaeana
  - Scrophularia buergeriana
  - Scrophularia californica
    - Scrophularia californica subsp. californica
    - Scrophularia californica subsp. floribunda

  - Scrophularia calliantha
  - Scrophularia canina
    - Scrophularia canina subsp. bicolor
    - Scrophularia canina subsp. canina
    - Scrophularia canina subsp. ramosissima

  - Scrophularia catariifolia
  - Scrophularia cephalantha
  - Scrophularia charadzae
  - Scrophularia chrysantha
  - Scrophularia cinerascens
  - Scrophularia crassicaulis
  - Scrophularia crassipedunculata
  - Scrophularia crassiuscula
  - Scrophularia crithmifolia
  - Scrophularia densifolia
  - Scrophularia deserti
  - Scrophularia desertorum
  - Scrophularia divaricata
  - Scrophularia domingensis
  - Scrophularia duplicatoserrata
  - Scrophularia eggersii
  - Scrophularia elbursensis
  - Scrophularia eriocalyx
  - Scrophularia flava
  - Scrophularia floribunda
  - Scrophularia fontqueri
  - Scrophularia frigida
    - Scrophularia frigida subsp. haussknechti

  - Scrophularia frutescens
    - Scrophularia frutescens var. latifolia

  - Scrophularia glabrata
  - Scrophularia gracilis
  - Scrophularia grandiflora
  - Scrophularia grayana
    - Scrophularia grayana var. grayanoides

  - Scrophularia herminii
  - Scrophularia heterophylla
    - Scrophularia heterophylla subsp. heterophylla
    - Scrophularia heterophylla subsp. laciniata

  - Scrophularia hirta
  - Scrophularia hispida
  - Scrophularia hypericifolia
  - Scrophularia ilwensis
  - Scrophularia incisa
  - Scrophularia jallui
  - Scrophularia kakudensis
    - Scrophularia kakudensis var. microphylla

  - Scrophularia koraiensis
    - Scrophularia koraiensis var. velutina

  - Scrophularia kurdica
    - Scrophularia kurdica subsp. glabra

  - Scrophularia laevigata
    - Scrophularia laevigata var. pubescens

  - Scrophularia laevis
  - Scrophularia lanceolata
  - Scrophularia lateriflora
  - Scrophularia laxiflora
  - Scrophularia lepidota
  - Scrophularia leucoclada
  - Scrophularia libanotica
    - Scrophularia libanotica subsp. libanotica

  - Scrophularia lowei
  - Scrophularia lucida
  - Scrophularia lunariifolia
  - Scrophularia lyrata
  - Scrophularia macrantha
  - Scrophularia macrophylla
  - Scrophularia macrorrhyncha
  - Scrophularia marilandica (carpenter's-square)
  - Scrophularia cf. marilandica MLNP-2013
  - Scrophularia megalantha
  - Scrophularia micrantha
  - Scrophularia minima
  - Scrophularia minutiflora
  - Scrophularia montana
  - Scrophularia multiflora
  - Scrophularia musashiensis
  - Scrophularia cf. myriophylla MLNP-2013
  - Scrophularia nervosa
    - Scrophularia nervosa subsp. nervosa

  - Scrophularia ningpoensis (xuan shen)
  - Scrophularia nodosa (figwort)
  - Scrophularia olympica
  - Scrophularia orientalis
  - Scrophularia oxyrhyncha
  - Scrophularia oxysepala
  - Scrophularia parviflora
  - Scrophularia pauciflora
  - Scrophularia peregrina
  - Scrophularia peyronii
  - Scrophularia pinardii
  - Scrophularia pruinosa
  - Scrophularia pyrenaica
  - Scrophularia racemosa
  - Scrophularia reuteri
  - Scrophularia rimarum
  - Scrophularia rosulata
  - Scrophularia rubricaulis
  - Scrophularia sambucifolia
    - Scrophularia sambucifolia subsp. sambucifolia

  - Scrophularia scopolii
    - Scrophularia scopolii var. adenocalyx
    - Scrophularia scopolii var. grandidentata
    - Scrophularia scopolii var. scopolii

  - Scrophularia cf. scopolii var. smyrnaea MLNP-2013
  - Scrophularia scorodonia
  - Scrophularia serrata
  - Scrophularia smithii
    - Scrophularia smithii subsp. langeana
    - Scrophularia smithii subsp. smithii

  - Scrophularia striata
  - Scrophularia sublyrata
  - Scrophularia syriaca
  - Scrophularia takesimensis
  - Scrophularia tanacetifolia
  - Scrophularia tenuipes
  - Scrophularia thesioides
  - Scrophularia cf. trichopoda MLNP-2013
  - Scrophularia trifoliata
  - Scrophularia umbrosa
    - Scrophularia umbrosa subsp. umbrosa

  - Scrophularia urticifolia
  - Scrophularia valdesii
  - Scrophularia valida
  - Scrophularia variegata
    - Scrophularia variegata subsp. rupestris
    - Scrophularia variegata subsp. variegata

  - Scrophularia vernalis
    - Scrophularia vernalis subsp. clausii
    - Scrophularia vernalis subsp. vernalis

  - Scrophularia viciosoi
  - Scrophularia villosa
  - Scrophularia xanthoglossa
  - Scrophularia xylorrhiza
  - Scrophularia yoshimurae
  - Scrophularia sp. DePamphilis SS-20
  - Scrophularia sp. Jang SN01-110831

- genre Verbascum
  - Verbascum arcturus
  - Verbascum blattaria
  - Verbascum dentifolium
  - Verbascum nigrum
  - Verbascum phlomoides
  - Verbascum phoeniceum
  - Verbascum pulverulentum
  - Verbascum speciosum
  - Verbascum thapsus
  - Verbascum sp. MVSP-2007